# Escala Balling
L'escala Balling és una escala areomètrica emprada per a determinar el percentatge en pes de sucre que porten els líquids o licors ensucrats.
El nombre de graus Balling dona el nombre de grams de sucre disssolts en 100 g de solució. Fou establerta el 1843 pel químic alemany Karl Josef Napoleon Balling en el sacaròmetre que porta el seu nom amb l'objectiu de millorar les mesures de sucres en els sucs de fruites; és utilitzada en les indústries sucrera i cervesera.